# Vinko Ježovnik
Vinko Ježovnik (11. října 1856 Velenje – 20. dubna 1910 Velenje) byl rakouský politik slovinské národnosti, na počátku 20. století poslanec Říšské rady.

## Biografie
Vyučil se řezníkem. Zapojil se do veřejného a politického života. Po šest let byl starostou rodného Velenje, po tři roky pak předsedou okresního zastupitelstva v Šoštanji. Patřil mezi zakladatele záložny v regionu Šaleška dolina a působil v ní až do své smrti.
Na počátku 20. století se zapojil i do celostátní politiky. Ve volbách do Říšské rady roku 1907, konaných podle všeobecného a rovného volebního práva, získal mandát v Říšské radě (celostátní zákonodárný sbor) za obvod Štýrsko 30. Profesně se k roku 1907 uvádí jako majitel nemovitostí. Byl členem poslaneckého klubu Svaz Jihoslovanů. Setrval zde do své smrti roku 1910. V parlamentu ho pak nahradil Karel Verstovšek.